# Heinrich Haussler
Heinrich Haussler (Inverell, Nova Gal·les del Sud, Austràlia, 25 de febrer de 1984) és un ciclista alemano-australià, professional des del 2005 fins al 2023.
Com a ciclista amateur aconseguí nombroses victòries de renom, entre elles diversos campionats nacionals. El 2005 passà a professional i aquell mateix any aconseguí el que fins al moment és la seva victòria més destacada, una etapa a la Volta a Espanya. Després d'aquest brillant inici va tenir uns anys una mica més fluixos, però el 2009, si bé la seva victòria més destacada és una etapa a la París-Niça, ha aconseguit pujar al podi al Tour de Qatar, la Milà-Sanremo i el Tour de Flandes, en què ha acabat en 2a posició.
El juliol de 2010 es nacionalitzà australià, passant a representar aquest país en els campionats mundials.

## Palmarès
- 2002
  - 1r a la Volta a la Baixa Saxònia júnior i vencedor d'una etapa
  - Vencedor d'una etapa del Tour de la regió de Łódź
- 2005
  - Vencedor d'una etapa al Mainfranken-Tour
- 2005
  - Vencedor d'una etapa a la Volta a Espanya
- 2006
  - Vencedor de 2 etapes de la Volta a Múrcia
  - Vencedor de 2 etapes del Circuit Franco-belga
  - Vencedor d'una etapa de la Rheinland-Pfalz Rundfahrt
- 2007
  - Vencedor d'una etapa de la Niedersachsen Rundfahrt
  - Vencedor d'una etapa del Critèrium del Dauphiné Libéré
- 2008
  - Vencedor d'una etapa de la Bayern Rundfahrt
- 2009
  - 1r al Gran Premi de la Selva Negra
  - Vencedor de 2 etapes de la Volta a l'Algarve
  - Vencedor d'una etapa a la París-Niça
  - Vencedor d'una etapa del Tour de França
  - Vencedor d'una etapa del Tour de Poitou-Charentes
- 2010
  - Vencedor d'una etapa a la Volta a Suïssa
- 2011
  - Vencedor de 2 etapes al Tour de Qatar
  - Vencedor d'una etapa del Tour de Pequín
  - Vencedor de la classificació dels punts de la París-Niça
- 2013
  - Vencedor d'una etapa de la Volta a Baviera
- 2014
  - Vencedor d'una etapa de la Volta a Baviera
- 2015
  -  Campió d'Austràlia en ruta

### Resultats al Tour de França
- 2007. 129è de la classificació general
- 2008. 126è de la classificació general
- 2009. 97è de la classificació general. Vencedor d'una etapa
- 2014. Abandona (18a etapa)
- 2018. 125è de la classificació general

### Resultats a la Volta a Espanya
- 2005. 53è de la classificació general. Vencedor d'una etapa
- 2006. 92è de la classificació general
- 2008. Abandona (19a etapa)
- 2011. 103è de la classificació general
- 2019. 132è de la classificació general

### Resultats al Giro d'Itàlia
- 2015. 107è de la classificació general
- 2016. 99è de la classificació general